# 熊本県道175号内牧停車場線
熊本県道175号内牧停車場線（くまもとけんどう175ごう うちのまきていしゃじょうせん）は、熊本県阿蘇市を通る一般県道である。

## 概要
阿蘇市乙姫から阿蘇市三久保に至る。JR九州豊肥本線 内牧駅と阿蘇内牧温泉を結んでいる。

### 路線データ
- 起点：熊本県阿蘇市乙姫（JR九州豊肥本線 内牧駅前、熊本県道176号内牧停車場乙姫線起点）
- 終点：熊本県阿蘇市三久保（阿蘇市三久保交差点、熊本県道149号河陰阿蘇線交点）

## 路線状況

### 重複区間
- 熊本県道176号内牧停車場乙姫線（阿蘇市乙姫）

## 地理

### 通過する自治体
- 阿蘇市

### 交差する道路
| 交差する道路                               | 交差する場所 | 交差する場所              |
| ------------------------------------------ | ------------ | ------------------------- |
| 熊本県道176号内牧停車場乙姫線 重複区間起点 | 乙姫         | 起点                      |
| 熊本県道176号内牧停車場乙姫線 重複区間終点 | 乙姫         |                           |
| 熊本県道149号河陰阿蘇線                    | 三久保       | 阿蘇市三久保交差点 / 終点 |

### 沿線
- JR九州豊肥本線 内牧駅
- 阿蘇市立阿蘇中学校
- 阿蘇内牧温泉（終点付近）